# Zakład Narodowy im. Ossolińskich
Zakład Narodowy im. Ossolińskich (ZNiO), Ossolineum – polski instytut naukowy i kulturalny we Wrocławiu.
Jest jednym z najważniejszych i najstarszych ośrodków kultury polskiej, o czym decydują przede wszystkim bogate zbiory biblioteczne, obejmujące ważne dla kultury polskiej starodruki (m.in. De revolutionibus... Mikołaja Kopernika z 1543 r. czy Pieśni Jana Kochanowskiego z 1586 r.) i rękopisy, w tym m.in. rękopis poematu Pan Tadeusz (1834) Adama Mickiewicza. W 2023 roku do Ossolineum trafiło dzieło barokowego artysty Alessandro Turchiego Madonna z dzieciątkiem. Obraz zaginął w czasie wojny, po latach odnalazł się w Japonii, skąd trafił do Wrocławia.
Siedziba Zakładu pierwotnie znajdowała się we Lwowie. Źródłem utrzymania były dochody z majątków ziemskich fundatora Józefa Maksymiliana Ossolińskiego, zarządzanych przez dożywotnich kuratorów. Po wysiedleniu Polaków ze Lwowa i odłączeniu miasta od Polski w 1945 Ossolineum, jako zakład wraz z ok. jedną trzecią jego zasobów, zostało przeniesione do Wrocławia.
Funkcjonuje jako fundacja narodowa ustanowiona ustawą o fundacji – Zakład Narodowy imienia Ossolińskich. Z mocy ustawy patronat nad Zakładem objął Prezydent RP, a bezpośredni nadzór pełni Rada Kuratorów, składająca się z trzynastu osób. Celem fundacji jest utrzymywanie Narodowej Biblioteki Ossolineum i pomnażanie jej zbiorów, zwłaszcza w zakresie humanistyki polskiej i słowiańskiej, ich opracowywanie i upowszechnianie, wspieranie i prowadzenie prac naukowo-badawczych, a także działalność wydawnicza. Zakład jest m.in. wydawcą serii „Biblioteka Narodowa”.
Działami ZNiO są: Biblioteka Ossolineum (1816), Muzeum Książąt Lubomirskich (1823), Wydawnictwo Ossolineum (1827), Muzeum „Pana Tadeusza”.

## Historia

### Powstanie i rozwój do 1939 roku
Zakład został ufundowany dla Narodu Polskiego w 1817 roku przez Józefa Maksymiliana Ossolińskiego, otwarty w 1827 roku we Lwowie. Do 1939 roku łączył w sobie bibliotekę, wydawnictwo i Muzeum Książąt Lubomirskich.
Od założenia aż do 1945 roku Zakład Narodowy im. Ossolińskich mieścił się w dawnym klasztorze i kościele ss. karmelitanek trzewiczkowych przy ul. Ossolińskich 2 we Lwowie. Po I rozbiorze Polski i kasacie wielu klasztorów przez cesarza Józefa II budynek klasztoru i kościoła był w stanie ruiny. Jego restauracja była dziełem m.in. Józefa Bema i Jerzego Głogowskiego – budowniczego, malarza i grafika, który do Lwowa przybył z Krakowa. Do Zakładu jako odrębną całość przyłączono w 1823 roku Muzeum ks. Lubomirskich, założone przez księcia Henryka Lubomirskiego.
Ossolineum w czasie istnienia ówczesnej Galicji pod zaborem austriackim skupiało polski ruch umysłowy i było jednym z najważniejszych ośrodków pracy nad budową kultury polskiej w czasie zaborów i narzuconej germanizacji. Przeszło w tym czasie okres prześladowań w postaci rewizji policyjnych oraz aresztowań zatrudnionych tam pracowników.
W myśl intencji założyciela stało się ono jednym z najważniejszych ośrodków badań nad dziejami i literaturą polską, tym bardziej że rozporządza jednym z największych księgozbiorów w Polsce, a także ogromnym zbiorem rękopisów i autografów, w tym rękopisów średniowiecznych i najstarszych druków.
Powstało Towarzystwo Przyjaciół Ossolineum, którego członkami byli Oswald Balzer, Józef Białynia Chołodecki, Bronisław Gubrynowicz, ks. Adam Gyurkovich, Henryk Kopia, Adam Kryński, August Łoziński.
Z Ossolineum wiążą się także mniejsze archiwa i księgozbiory: Jabłonowskich, Ponińskich, Pawlikowskich, Skarbków, Balzera, Sapiehów, Lubomirskich, Mniszków.

Lwowska siedziba Ossolineum
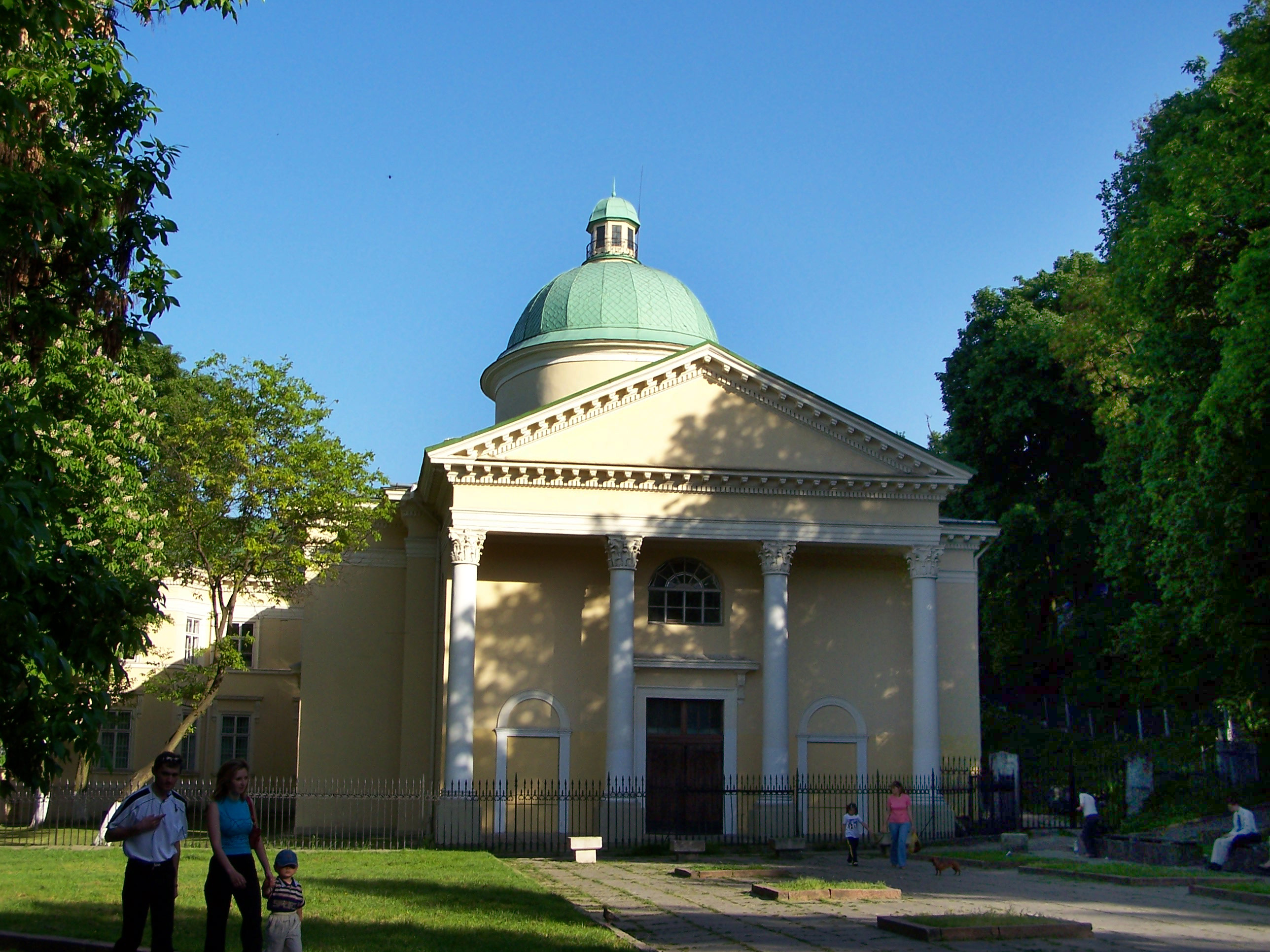
ZN im. Ossolińskich we Lwowie
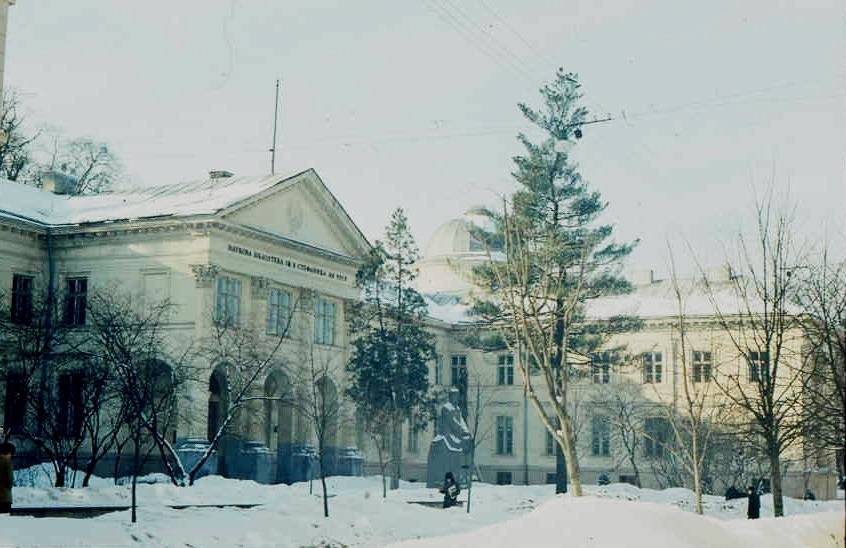
Gmach lwowskiego Ossolineum
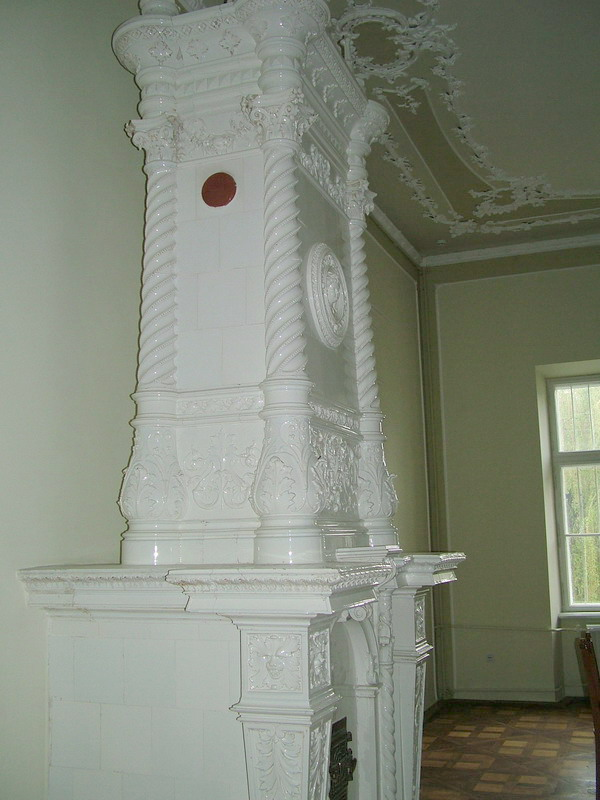
Zabytkowy piec

### Okupacja sowiecka
Po zagarnięciu Lwowa przez ZSRR we wrześniu 1939 roku Ossolineum przeszło poważną reorganizację.
W 1940 roku status prawny Zakładu Narodowego im. Ossolińskich został przez sowieckich okupantów zlikwidowany, zbiory znacjonalizowano, a sam zakład został zarządzeniem radzieckim wchłonięty przez Akademię Nauk ZSRR i stał się jej filią. W czasie pierwszej okupacji sowieckiej Lwowa, zarekwirowano w Ossolineum m.in. polskie depozyty przedmiotowe złota i srebra umieszczone tutaj przez polską arystokrację i ziemiaństwo.

### Okupacja niemiecka
W czasie okupacji niemieckiej Lwowa (29 czerwca 1941 – 27 lipca 1944) biblioteka Ossolineum została włączona do struktur niemieckiej Staatsbibliothek Lemberg. W początkach 1944 roku władze niemieckie zarządziły przeprowadzenie ewakuacji lwowskich zbiorów bibliotecznych – oprócz Ossolineum także bibliotek uniwersyteckiej i politechnicznej oraz Towarzystwa im. Szewczenki.
Dwa transporty ewakuacyjne przygotowane przez kierującego Ossolineum podczas wojny profesora Mieczysława Gębarowicza, zawierały – wbrew wyraźnym instrukcjom niemieckim, nakazującym przede wszystkim ewakuację niemieckiej literatury fachowej i księgozbiorów podręcznych czytelni głównych – najcenniejsze i starannie wyselekcjonowane zbiory specjalne i cymelia Ossolineum. Było to ok. 2300 rękopisów, ok. 2200 dokumentów (dyplomów), ok. 1700 starych druków, ok. 2400 rycin i rysunków z dawnych zbiorów Muzeum im. Lubomirskich i kolekcji Pawlikowskich oraz kilkaset sztuk numizmatów. Ponadto znalazło się tam ok. 170 najcenniejszych rękopisów innej fundacyjnej biblioteki polskiej – Biblioteki Baworowskich, oraz najcenniejsze rękopisy i inkunabuły Biblioteki Uniwersyteckiej we Lwowie. Wśród ewakuowanych materiałów literackich XIX i XX w. znalazł się autograf Pana Tadeusza Adama Mickiewicza, całe spuścizny rękopiśmienne Juliusza Słowackiego (z autografami Mazepy, Lilli Wenedy, Króla Ducha) i Aleksandra Fredry (z autografami Pana Jowialskiego, Ślubów panieńskich, Zemsty i Dożywocia), a w dalszej kolejności autografy prac Seweryna Goszczyńskiego, Teofila Lenartowicza, Józefa Conrada Korzeniowskiego, Henryka Sienkiewicza (w tym autograf Potopu), Józefa Ignacego Kraszewskiego, Jana Kasprowicza, Władysława Reymonta (w tym autograf Chłopów), Stefana Żeromskiego.
Ponadto ewakuowano spuścizny rękopiśmienne lwowskich uczonych: Wojciecha Kętrzyńskiego, Ludwika Bernackiego, Oswalda Balzera, Karola Szajnochy oraz archiwum galicyjskich działaczy ruchu ludowego Bolesława i Marii Wysłouchów. Jeśli chodzi o dokumenty, do ewakuacji wytypowano przede wszystkim egzemplarze najstarsze i najcenniejsze, poczynając od dokumentów papieża Grzegorza IX z 1227 roku i ks. śląskiego Henryka Brodatego z 1229.
Ewakuowane zbiory Ossolineum dotarły w ciągu marca i kwietnia 1944 roku do Krakowa, gdzie w bezpiecznych piwnicach Biblioteki Jagiellońskiej przeczekać miały okres działań wojennych. Zbiory te jednak zostały niespodziewanie w lecie 1944 roku wywiezione przez Niemców dalej na zachód i zmagazynowane w miejscowości Adelin (obecnie Zagrodno) koło Złotoryi na Dolnym Śląsku. Szczęśliwie przetrwały tam wojnę i w 1947 roku zasiliły reaktywowaną we Wrocławiu Bibliotekę Ossolineum.

### Druga okupacja sowiecka i podział zbiorów
Po ponownym zajęciu Lwowa przez wojska sowieckie, od sierpnia 1944 roku Ossolineum funkcjonowała jako tzw. Sektor Polski do Lwowskiej Biblioteki Akademii Nauk USRR. W tym roku rozpoczętą po raz pierwszy we Lwowie tzw. „akcję oczyszczania zbiorów muzealnych i bibliotecznych z dzieł szkodliwych”, którą kierowali Ukraińcy z Muzeum Sztuki Ukraińskiej. Akcja to polegała na zacieraniu 600-letniej obecności kultury polskiej na tych ziemiach, poprzez gromadzenie różnego rodzaju zbiorów i eksponatów „niepoprawnych ideologicznie”.
W latach 1946–1947 Ukraińcy dokonali podziału zbiorów lwowskich Ossolineum. Przyjętą przez nich generalną zasadą było, że wszystkie materiały pochodzące lub odnoszące się do ziem leżących na wschód od linii Curzona, a zwłaszcza materiały związane (w pojęciu komisji ukraińskiej) z „historią i kulturą zachodniej Ukrainy”, a także w jakikolwiek sposób wiążące się z Rosją, Białorusią, Podolem, Wołyniem, Litwą, Turcją itd. miały pozostać we Lwowie. Zasady tej przestrzegano nawet w stosunku do materiałów, w których była choćby jedna wzmianka dotycząca terenów zachodniej Ukrainy.
W latach 1949–1952 decyzją sekretarza partii we Lwowie – Z. Litwina, „niewygodne eksponaty polskie”, które były gromadzone w ramach „oczyszczania zbiorów” od 1944 roku, i które mieściły się w 70 skrzyniach, zostały trwale zniszczone, najprawdopodobniej na terenie Ossolineum, nie pozostał także oficjalnie po nich żaden spis.
Z Biblioteki Ossolineum Ukraińcy planowali pierwotnie przekazać zaledwie 30 tysięcy tomów książek. Liczba ta była kilkakrotnie podwyższana, aby wreszcie ostatecznie w maju 1946 r. osiągnąć 150 tysięcy starych druków, druków XIX i XX w. i rękopisów, co stanowiło zaledwie ok. 15–20% całości zbiorów, przy czym nie uwzględniono w ogóle zbiorów graficznych, kartograficznych oraz praktycznie całego zbioru czasopism polskich z XIX – XX w.
Personel polski wykonywał prace tylko techniczne, natomiast decyzja, kierownictwo i kontrola została powierzona Ukraińcom. Lokale, w których odbywało się pakowanie, były zamykane i personel polski nie miał do nich dostępu, a cała praca odbywała się w ogromnym pośpiechu.
Podczas dzielenia zbiorów stosowano dość oryginalne kryteria. Zakwestionowano i nie zwrócono m.in. akt abdykacji króla Stanisława Augusta, ponieważ nastąpił w Grodnie, druki leszczyńskie Jana Ámosa Komenskiego jako bohemica, wszelkie druki dotyczące dysydentów, materiały dotyczące konfederacji barskiej, korespondencję dyplomatyczną dotyczącą rozbiorów Polski.
Zbiory te przybyły do leżącego jeszcze w gruzach Wrocławia w tym samym roku (1946) jako „dar narodu radzieckiego dla narodu polskiego”.

### Czasy powojenne
Zbiory przywiezione ze Lwowa zostały umieszczone w budynku poklasztornym Zakonu Szpitalnego Kawalerów Krzyżowych z Czerwoną Gwiazdą, wybudowanym na przełomie XVII i XVIII wieku, w którym od 1811 roku (po sekularyzacji przeprowadzonej w 1810) działało męskie gimnazjum katolickie pw. Św. Macieja. Gmach odremontowano i już w 1947 uruchomiono czytelnię.
Obwieszczeniem Prezesa Rady Ministrów PRL z 28 kwietnia 1948 ogłoszono statut stowarzyszenia wyższej użyteczności „Towarzystwo Przyjaciół Ossolineum”.
W 1953 Zakład Narodowy im. Ossolińskich został włączony w struktury Polskiej Akademii Nauk i podzielony na dwie odrębne placówki: Zakład Narodowy im. Ossolińskich – Biblioteka PAN oraz Zakład Narodowy im. Ossolińskich – Wydawnictwo PAN.

### Czasy współczesne
W 1995 restytuowano fundację Zakład Narodowy im. Ossolińskich; w 1997 ponownie utworzono Muzeum Książąt Lubomirskich, które działa jako oddział Zakładu. W 2023 roku świętowano jego 200-lecie. Wydawnictwo zostało skomercjalizowane w latach 90, niemniej w 2007 Zakład Narodowy im. Ossolińskich został jego większościowym udziałowcem, a w 2013 wróciło w jego struktury.

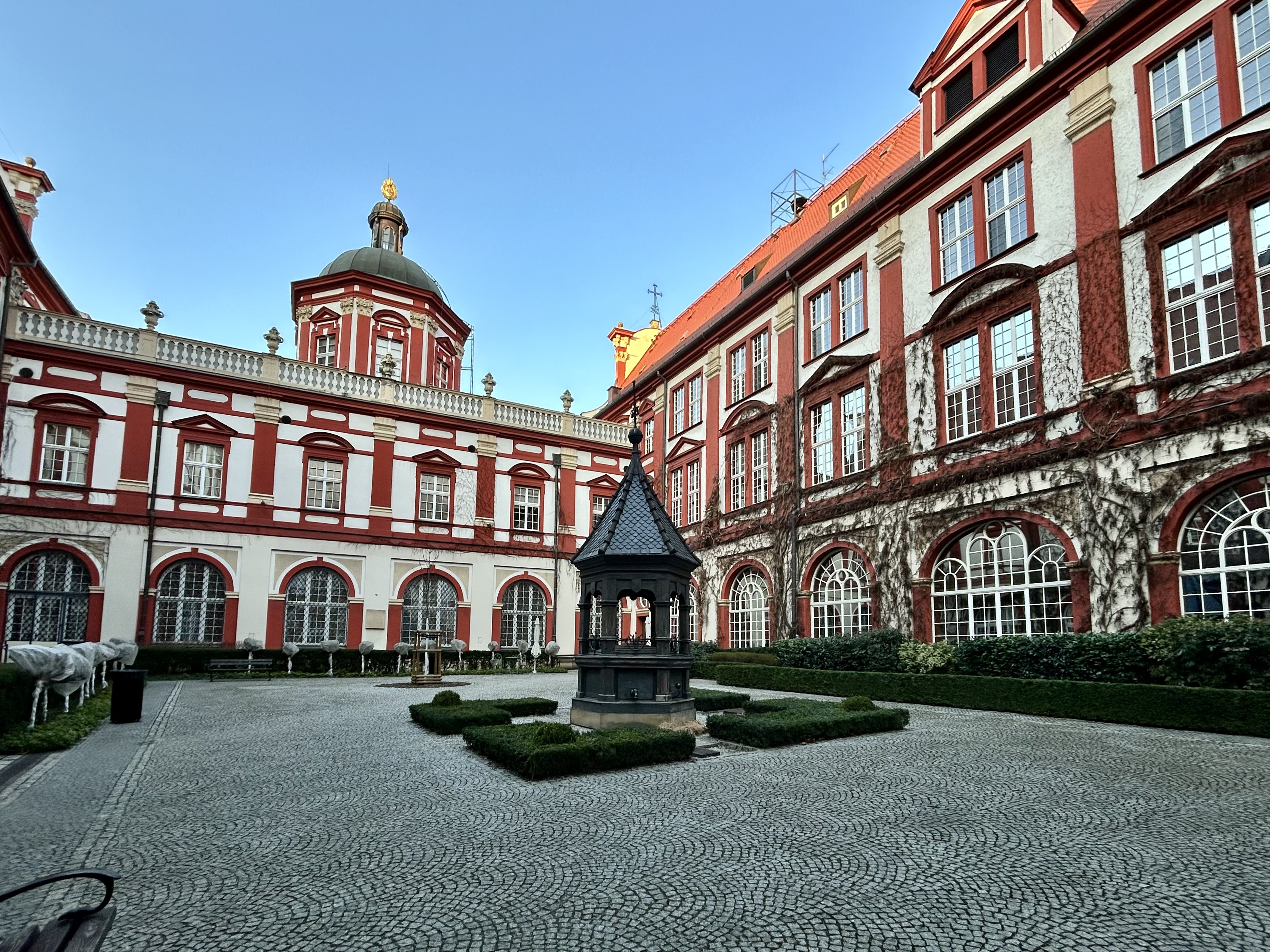
Dziedziniec Zakładu Narodowego im Ossolińskich we Wrocławiu

W 1997 roku Rzeczpospolita Polska złożyła Ukrainie oficjalny wniosek rewindykacyjny z żądaniem zwrotu pozostałej części zbiorów Zakładu Narodowego im. Ossolińskich, które zostały ufundowane jako dar dla Narodu Polskiego, a nie miasta Lwowa, jednak wniosek ten został odrzucony.
W 2006 we Lwowie utworzono stałe biuro Pełnomocnika Zakładu Narodowego im. Ossolińskich we Wrocławiu, które mieści się w wyremontowanym gmachu d. Biblioteki Baworowskich. Składa się ona z sali ekspozycyjnej oraz biura dla pracownika Ossolineum, który bierze udział w kopiowaniu lwowskich zbiorów, przygotowuje katalog, sygnalizuje stan zbiorów i potrzeby w zakresie ich konserwacji.
Zakład Narodowy im. Ossolińskich został laureatem IX edycji Nagrody im. prof. Aleksandra Gieysztora. Wyróżnienie zostało przyznane za 190 lat pozyskiwania i gromadzenia najcenniejszych archiwalnych i bibliofilskich pozycji o wybitnym znaczeniu dla polskiej kultury.
We Lwowie w miejscu Zakładu Narodowego i m. Ossolińskich funkcjonuje Lwowska Narodowa Naukowa Biblioteka Ukrainy im. Wasyla Stefanyka, Narodowa Akademia Nauk Ukrainy.

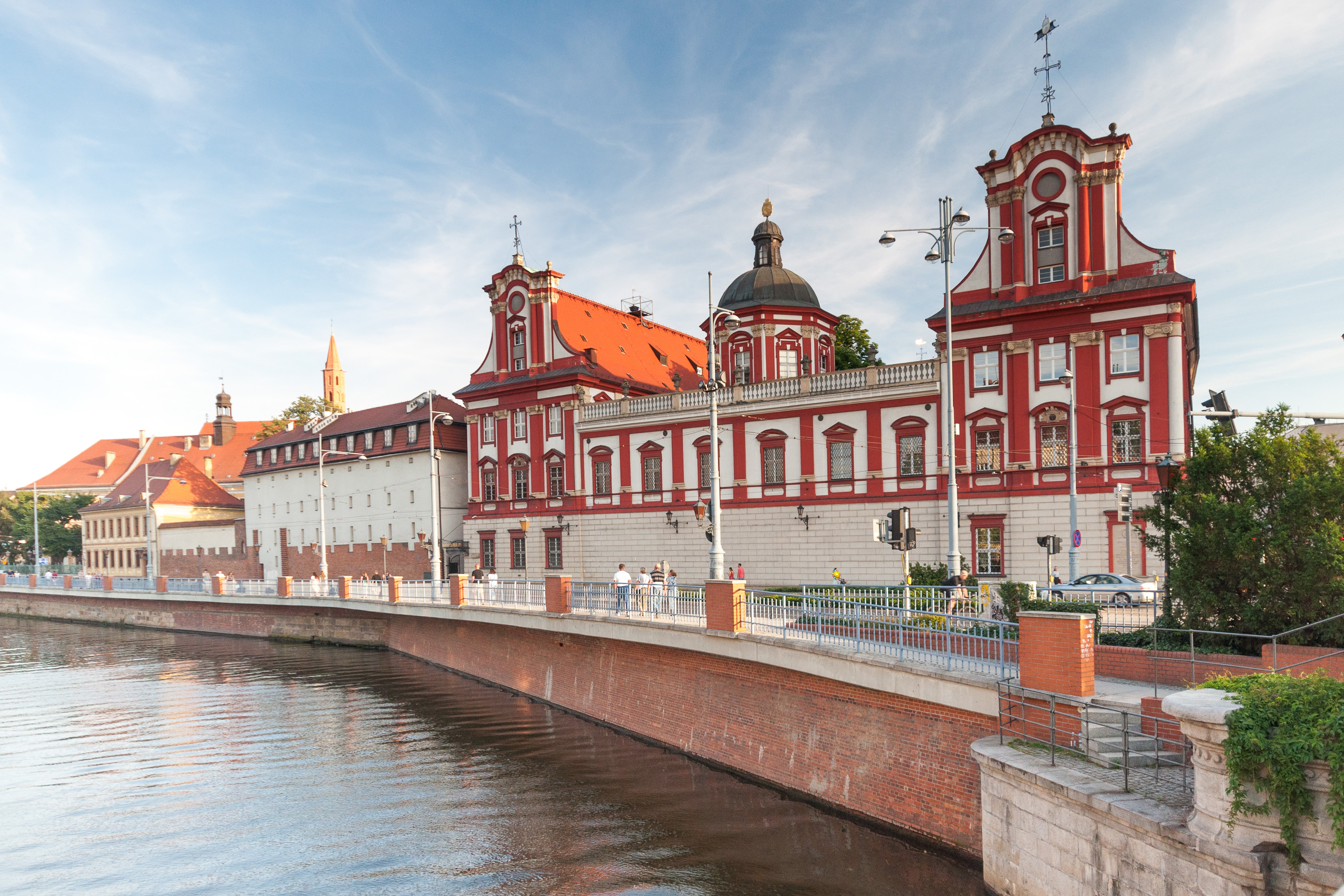
Gmach obecnego Ossolineum, skrzydło północne
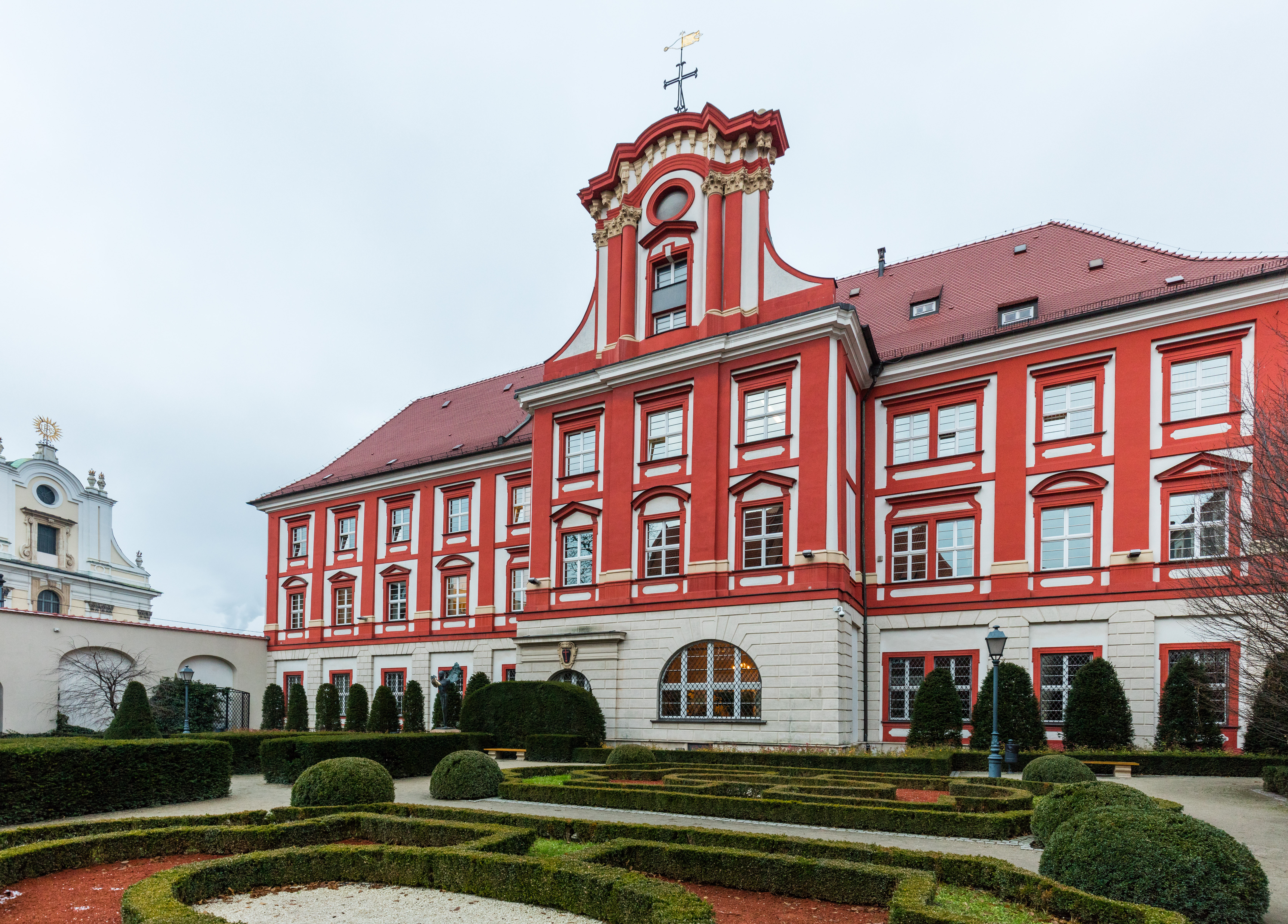
Skrzydło południowe, od strony pl. Nankiera
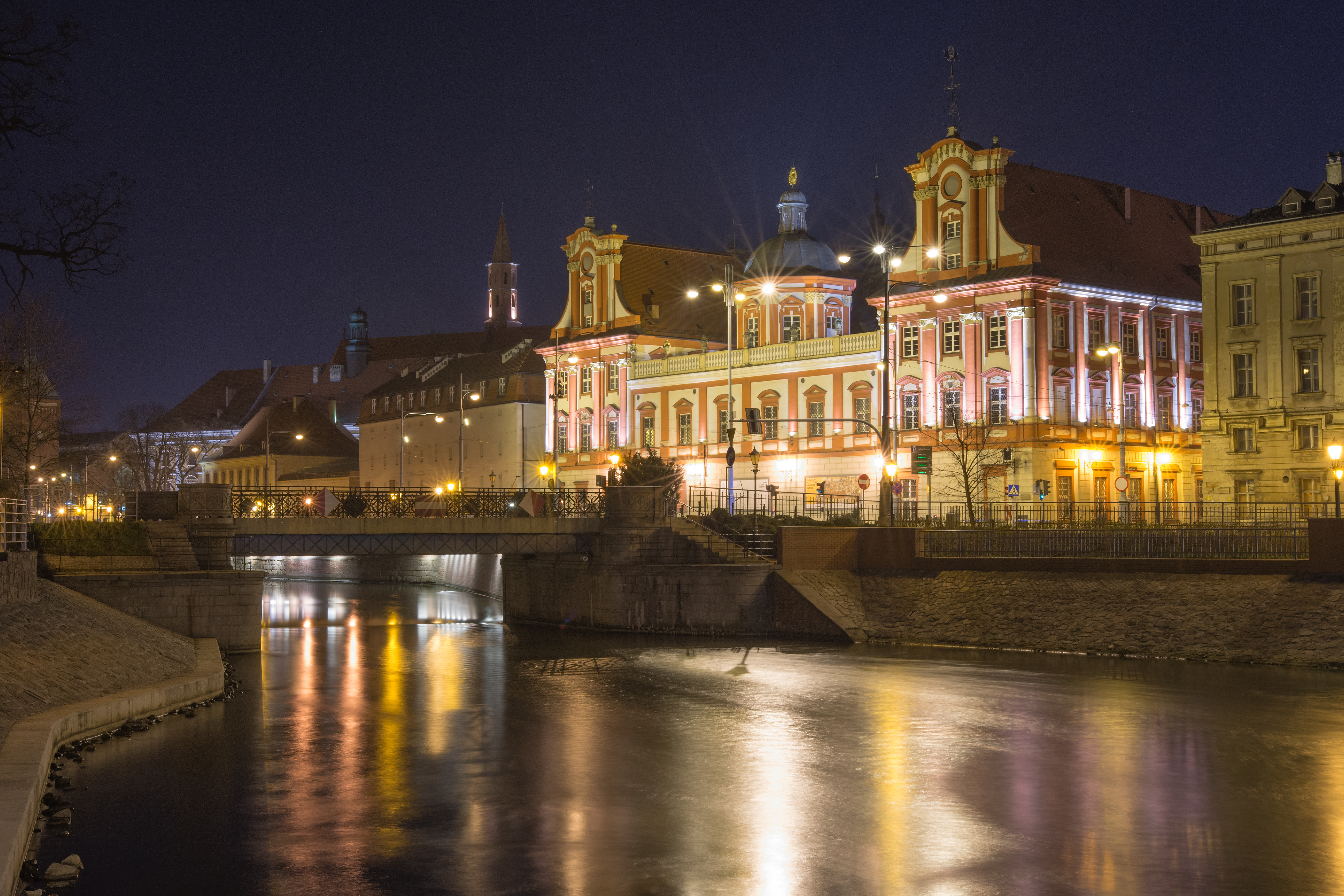
Ossolineum nocą
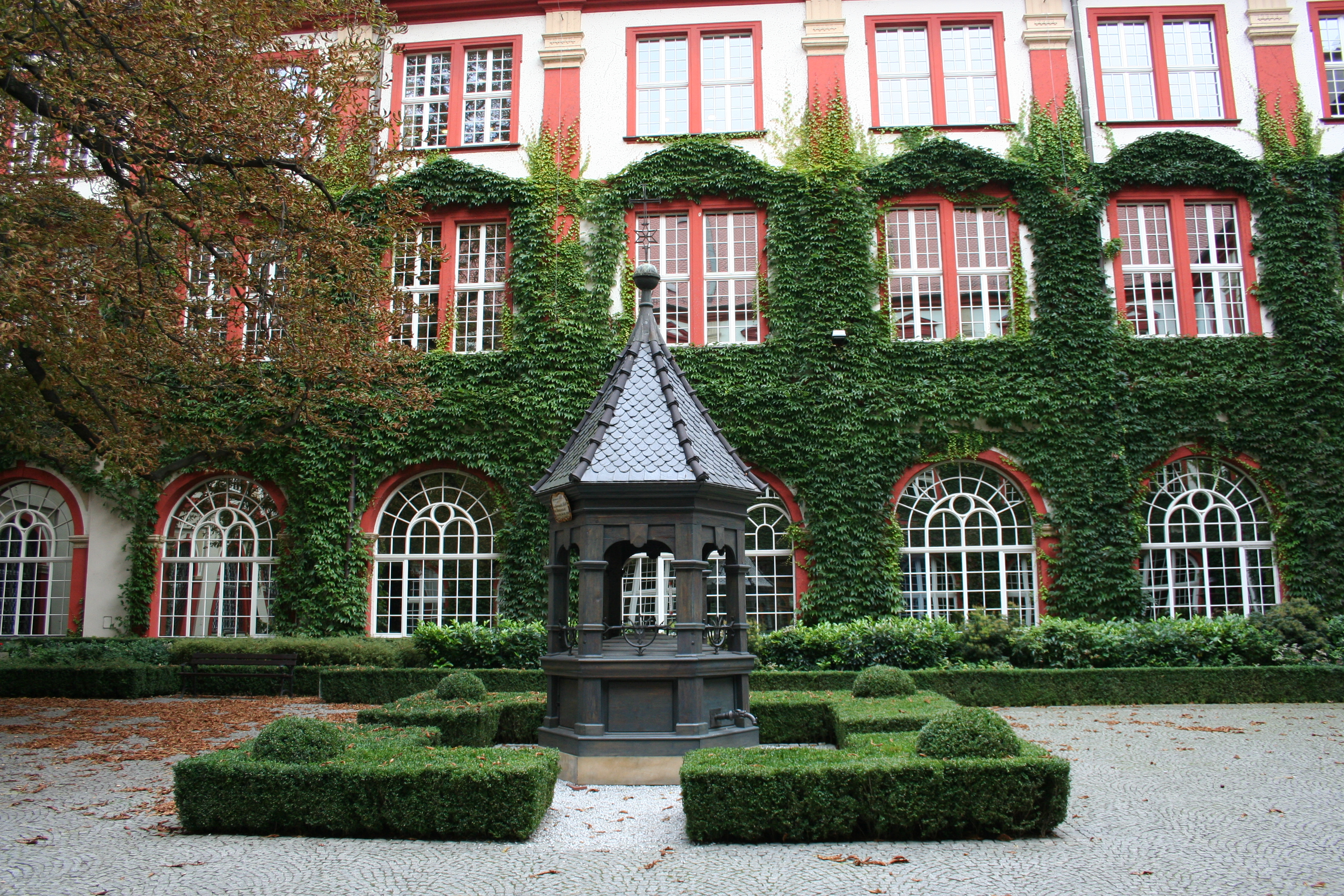
Dziedziniec
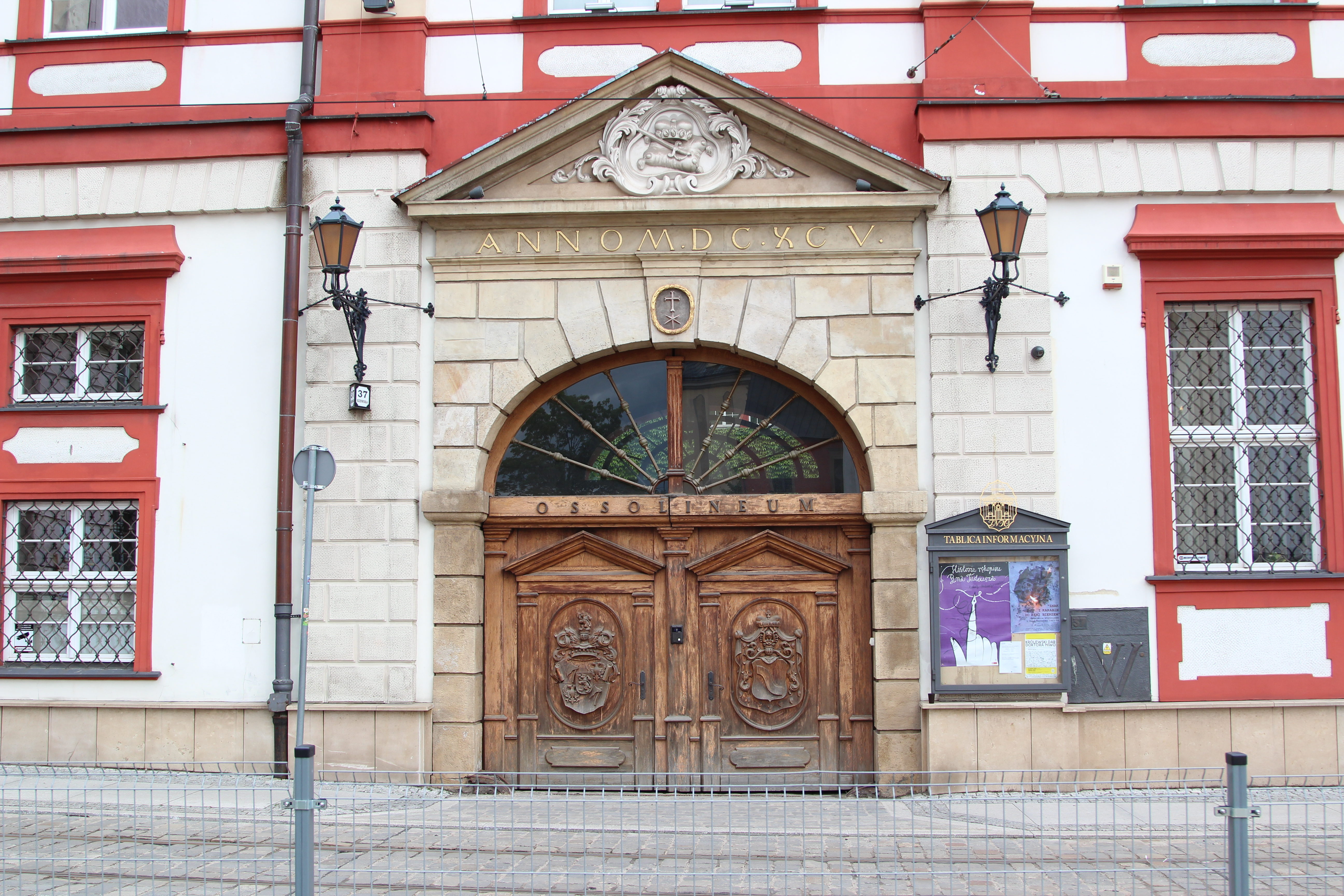
Herby Ossoliński na drzwiach - (L) i Drużyna Lubomirskich
Herb Ossolińskiego
Herb Drużyna Lubomirskich
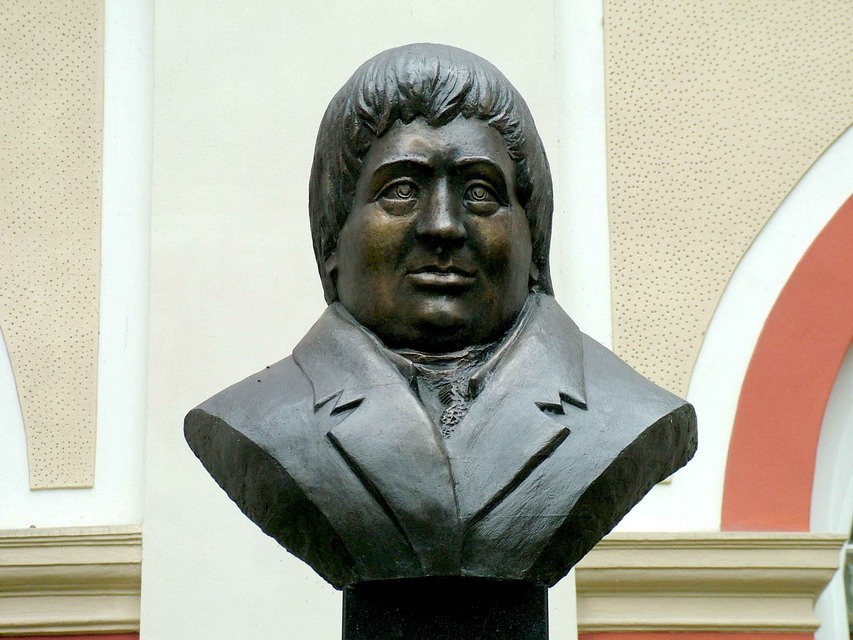
Popiersie fundatora

## Dyrektorzy
- Ks. Franciszek Siarczyński (1827–1829)
- Konstanty Słotwiński (1831–1834) (1837)
- Adam Kłodziński (1839–1849)
- August Bielowski (1850–1876)
- Wojciech Kętrzyński (1876–1918)
- Ludwik Bernacki (1918–1939)
- Mieczysław Gębarowicz, Władysław Tadeusz Wisłocki, Kazimierz Tyszkowski (1939)
- Jerzy Borejsza (1939–1940)
- Mieczysław Gębarowicz (1941–1946)
- Antoni Knot (1947–1949)
- Eugeniusz Szlapak (1949–1953)
- Franciszek Pajączkowski (1953–1970)
- Bernard Janusz Albin (1971–1990)
- Adolf Juzwenko (1990–2022)
- Łukasz Kamiński (od 2022)

## Biblioteka Zakładu Narodowego im. Ossolińskich

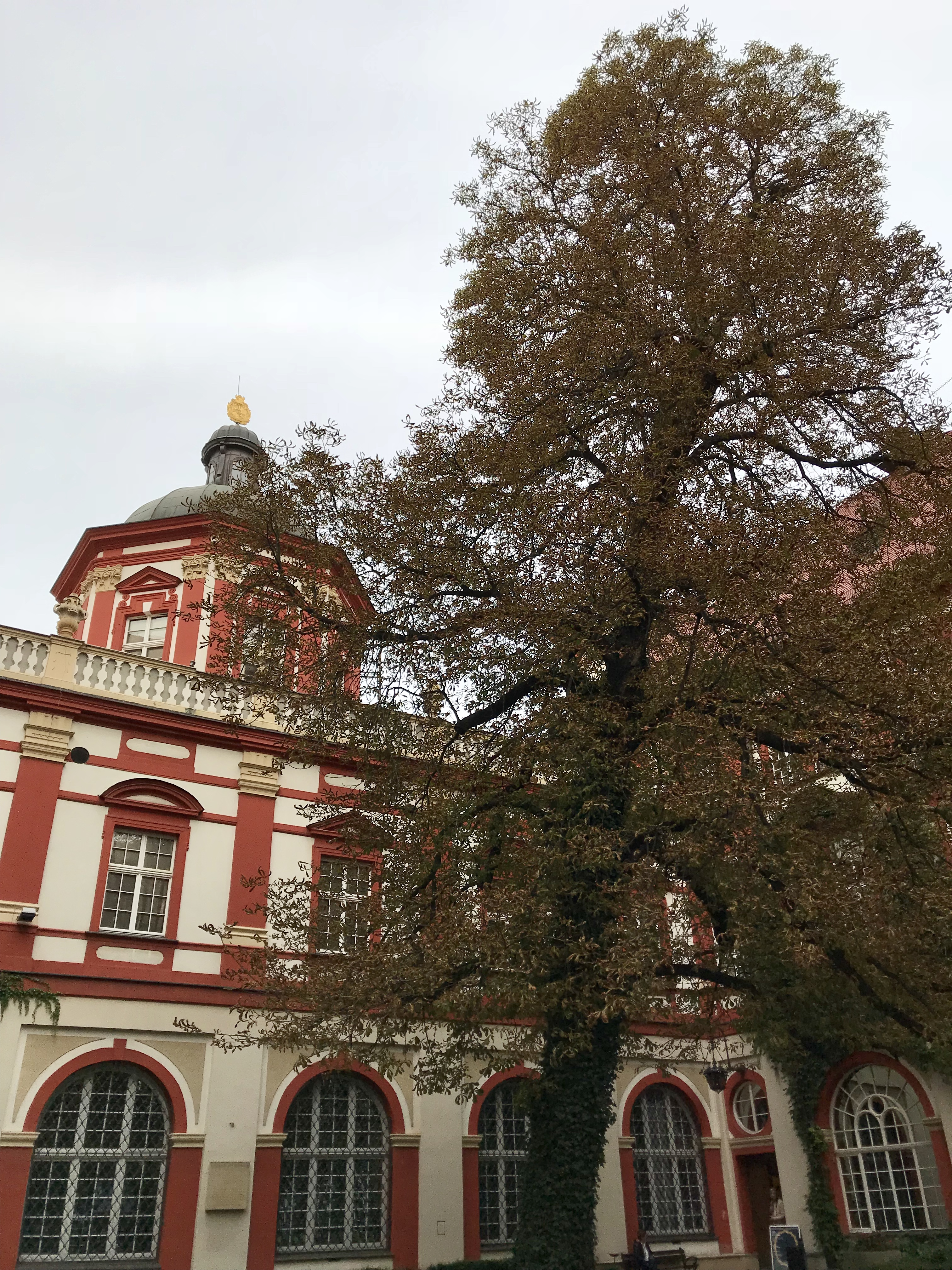
Wieża północna od strony dziedzińca

Biblioteka posiada charakter narodowy, tzn. dział polski jest największy i stara się kompletować cały polski dorobek naukowy i literacki. Ossolineum jest właścicielem rękopisów czołowych polskich pisarzy i poetów: Mickiewicza, Słowackiego, Asnyka, Sienkiewicza, Kasprowicza, Reymonta, Żeromskiego, Różewicza.
Przed II wojną światową biblioteka Ossolineum liczyła przeszło 220 tys. dzieł, ponad 6 tys. rękopisów, ponad 9 tys. autografów, ponad 2 tys. dyplomów i ponad 3 tys. map (zbiór J.M. Ossolińskiego z 1827 roku zawierał 10 121 dzieł, a 19 055 tomów, dubletów, 567 rękopisów w 715 tomach, 133 mapy, 1445 rycin).
Ossolineum zawierało także największy w Polsce kompletny zbiór prasy polskiej z XIX i XX wieku, który po II wojnie światowej pozostał we Lwowie.

### Losy zbiorów biblioteki
Lwów
We Lwowie pozostał unikatowo bogaty zbiór prasy polskiej, zgromadzony w pojezuickim kościele św. Piotra i Pawła i praktycznie przez 50 lat niezabezpieczony. Strona polska wielokrotnie zabiegała o zwrot tych bezcennych dla kultury polskiej zbiorów kontaktując się i prosząc w tej sprawie stronę ukraińską, jednak do tej pory efekty w tej materii nie przyniosły najmniejszego oddźwięku.
W 2010 roku kościół decyzją Lwowskiej Rady Miejskiej został przekazany grekokatolikom.
Wrocław
Od 1947 roku na bazie tej części zbiorów lwowskiego Ossolineum, którą udało się Polsce odzyskać od władz ZSRR, reaktywowano Bibliotekę Ossolineum we Wrocławiu, ulokowaną w dawnym barokowym zespole klasztornym Zakonu Krzyżowców z Czerwoną Gwiazdą. Źródłem utrzymania Biblioteki w nowych warunkach historycznych, po znacjonalizowaniu w 1945 roku majątków ziemskich, stał się budżet państwa. Od 1953 roku, czyli od momentu ustanowienia Polskiej Akademii Nauk, Biblioteka i Wydawnictwo Ossolineum weszły w skład placówek tejże Akademii jako dwie odrębne instytucje. 2 lipca 2012 roku Nadzwyczajne Zgromadzenie Wspólników spółki Wydawnictwo Ossolineum podjęło decyzję o likwidacji spółki. Ministerstwo Kultury ma przygotowaną kwotę 600 tys. zł na wykupienie praw do znaku towarowego Wydawnictwa Ossolineum tak, aby jego dorobek przeszedł do Fundacji Zakład Narodowy im. Ossolińskich.
Najnowsze dzieje zbiorów
Ustawa z dnia 5 stycznia 1995 roku nadała Zakładowi Narodowemu im. Ossolińskich status fundacji dotowanej z budżetu państwa, tym samym Ossolineum przestało być placówką podległą Polskiej Akademii Nauk. Kontakty Ossolineum z Biblioteką im. W. Stefanyka zostały nawiązane na początku lat 90. W 1997 Polska złożyła wniosek o zwrot kolekcji Ossolińskich pozostających we Lwowie. W 2003, w wyniku przełomu w prowadzonych rozmowach, Ossolineum uzyskało możliwość pełnego dostępu do polskich kolekcji przechowywanych w Bibliotece im. Stefanyka, z możliwością ich kopiowania (skanowania i mikrofilmowania) przez polskich specjalistów oraz opracowania. Podpisano umowę w sprawie wzajemnego kopiowania (skanowania) zbiorów: poloników we Lwowie i ukrainików we Wrocławiu.
Zbiory biblioteki liczą 1 800 000 jednostek (2015) w tym wydawnictwa zwarte, wydawnictwa ciągłe, rękopisy, starodruki, rysunki, ekslibrisy, medale, monety, pieczęcie, dokumenty życia społecznego i mikrofilmy.

## Zasłużeni pracownicy
Kuratorzy i wicekuratorzy literaccy
- hr. Jan Wincenty Bąkowski 1818–1826
- ks. Henryk Lubomirski 1827–1850
- hr. Maurycy Dzieduszycki 1851–1869
- ks. Jerzy Henryk Lubomirski 1869–1872
- hr. Kazimierz Krasicki 1872–1882
- ks. Andrzej Lubomirski 1882

Zastępcy kuratorów
- Mikołaj Michalewicz 1826–1827
- Ks. Franciszek Siarczyński 1827–1829
- Tadeusz Wasilewski 1829
- hr. Ksawery Wiesiołowski 1829–1832
- Konstanty Słotwiński 1832–1833
- hr. Ignacy Krasicki 1833–1834
- Gwalbert Pawlikowski 1834–1847
- ks. Jerzy Lubomirski 1847–1851
- Antoni Małecki 1869–1872 i 1882–1913
- Ignacy Dembowski 1923

Inne osobistości zatrudnione lub związane z Ossolineum
- Roman Aftanazy
- Witold Bełza
- Władysław Bełza
- Wilhelm Bruchnalski
- Bronisław Gubrynowicz
- Aleksander Hirschberg
- Jerzy Koller
- Tadeusz Mańkowski
- Domicjan Mieczkowski
- Feliks Jan Szczęsny Morawski
- Fryderyk Papée
- Mieczysław Romanowski
- Stanisław Smolka
- Kazimierz Józef Turowski
- Władysław Ignacy Wisłocki
- adwokat dr Mikołaj Bilik, syndyk Ossolineum

Darczyńcy
- Józef Dobek Dzierzkowski – podarował kodeksy rękopiśmiennicze z XV – XVIII wieku, mszały polskie i ruskie, bizantynika oraz armenika i inne materiały bibliofilskie

## Nagroda Ossolineum za Przekład Poetycki
14 września 2023 roku Rada Miejska Wrocławia jednogłośnie ustanowiła rok 2024 Rokiem Anioła Ślązaka. Ossolineum włączyło się do projektu m.in. poprzez utworzenie nagrody za najlepsze tłumaczenie tomu poetyckiego na język polski. W pierwszej edycji nominowane mogły zostać tomiki wydane między 1 stycznia 2023 a 1 maja 2024 roku, zgłoszeń dokonują wydawcy. Kapitułę Konkursu powołuje Dyrektor Zakładu Narodowego im. Ossolińskich. Autor nagrodzonego tłumaczenia otrzymuje 10 tys. zł i statuetkę, a wydawca honorowany jest samą statuetką, którą zaprojektowała Agnieszka Leśniak-Banasiak z Akademii Sztuk Pięknych im. Eugeniusza Gepperta we Wrocławiu.
Kapituła:
- dr Marcin Gaczkowski
- Dobromiła Jankowska
- dr Łukasz Kamiński (przewodniczący)
- prof. Stefan Kiedroń
- dr Tomasz Ososiński
- dr Katarzyna Uczkiewicz
- dr hab. Justyna Ziarkowska

Nominacje w 2024 roku:
- Kim Hyesoon, Autobiografia śmierci, tłum. Ewa Suh, Lynn Suh, Katarzyna Szuster-Tardi, Biuro Literackie
- Philippe Jaccottet, Ostatnia księga Madrygałów, tłum. Jan Maria Kłoczowski, PIW
- Natalie Diaz, Postkolonialny wiersz miłosny, tłum. Joanna Mąkowska, Współbycie

Laureat:
- Philippe Jaccottet, Ostatnia księga Madrygałów, tłum. Jan Maria Kłoczowski, PIW

Nagrodę wręczono podczas wspólnej gali z Literacką Nagrodą Europy Środkowej Angelus oraz Wrocławską Nagrodą Poetycką Silesius.

## Upamiętnienie
- W 2015 powstał polski film dokumentalny poświęcony Ossolineum Osso, moje Osso, reż. Jan Strękowski.